# Multiclet
MultiClet es un proyecto de innovación en curso para un microprocesador que afirma ser el primer post von Neumann , un microprocesador multicelular , rompiendo el paradigma de la tecnología informática que existe desde hace más de 60 años. [5] [6] [7] Ha habido intentos en el pasado de alejarse de la arquitectura de von Neumann, [8] pero nadie realmente ha llegado al límite al tratar de implementar un microprocesador totalmente multicelulares y dinámicamente reconfigurable. Ahora se implementa un microprocesador reconfigurable de 4 celdas dinámicas.

## Historia y perspectivas futuras
En abril de 2013, un residente de Skolkovo SPUTNIX firmó un acuerdo para el desarrollo conjunto del microprocesador MultiClet . [10] En julio de 2013, un artículo publicado por un entusiasta individual que evalúa la función del microprocesador MultiClet utilizando un kit de desarrollo vendido por el proveedor, el artículo menciona ciertos desafíos al trabajar con el producto. [11] En enero de 2014, se hizo un anuncio de que el sistema operativo FreeRTOS se ha portado al microprocesador MultiClet , [12] esto demuestra que el microprocesador puede realizar tareas que lo hagan adecuado para productos reales. [13] abril de 2014, el proyecto Kickstarter Key_P1 MultiClet: su poderoso guardián digital , no logró recaudar suficientes fondos, [14] aún no está claro si MultiClet Corp. tiene la intención de seguir adelante con el producto de todos modos, ya que está disponible en su sitio web . [15] Desde junio de 2014, también se ha probado que el microprocesador MultiClet está bajo prueba en condiciones de espacio real en el microsatélite TabletSat-Aurora de SPUTNIX 
Marzo de 2014 Multiclet presentó el primer microcontrolador multicelular dinámicamente reconfigurable en Inatronics 2014.
Julio de 2014, las circunstancias han cambiado para Rusia debido a los disturbios prorrusos de 2014 en Ucrania . Como resultado de las sanciones económicas, el tema de la sustitución de productos electrónicos importados fue planteado por varios ministerios . [19] Esto potencialmente puede permitir que el proyecto MultiClet reciba financiación interna, pero también tiene que competir con el microprocesador Elbrus mucho más probado, que tiene una historia que data de las computadoras Elbrus de la Unión Soviética , [20] y el más reciente anunció Baikal CPU 

## Financiación
Desde 2004, más de 300 millones de rublos han sido provistos para el proyecto por el fondo danés de capital riesgo Symbion Capital y el Fondo Bortnik. En 2009 hubo una solicitud infructuosa de cofinanciamiento por parte de Rusnano . En 2010, se informó que se necesitarían más de mil millones de rublos en total antes de que pudiera producirse una producción real. En 2011, la empresa MultiClet , actualmente responsable del desarrollo del microprocesador, se fundó con un capital de 323 millones de rublos.
En agosto de 2014, se realizó una solicitud de financiamiento de 80 millones de dólares estadounidenses del Fondo de inversión ruso-chino (RKIF) para desarrollar una computadora basada en MultiClet .

## Concepto técnico
A diferencia de la arquitectura de procesador multinúcleo tradicional, cada celda individual en el microprocesador se puede comunicar entre sí, sin la necesidad de almacenar resultados intermedios en los registros de memoria . Esto elimina el concepto de instrucciones de lenguaje ensamblador con dependencia secuencial, a favor de realizar un lenguaje de programación de alto nivel directamente en el hardware de la computadora. La unidad indivisible más pequeña es un conjunto de instrucciones descritas en el lenguaje triádico. Cada tríada puede describir una operación entre referencias a otras tríadas, en lugar de referencias a los contenidos actuales en los registros de memoria. El resultado de la secuencia de tríadas se evalúa cuando se selecciona, por ejemplo, cuando se emite una operación para escribir el resultado en un registro de memoria.

## Beneficios potenciales
La arquitectura de microprocesador multicelular facilita la ejecución en paralelo porque se elimina la necesidad de acceder a la memoria intermedia para cada operación, por lo que cada celda puede funcionar de forma independiente hasta que se necesite el resultado. El microprocesador puede operar con un rendimiento reducido si una o más de las celdas del microprocesador dejan de funcionar. La reconfiguración dinámica del microprocesador, en caso de fallas permanentes, lo hace ideal para el funcionamiento en condiciones difíciles, como en aplicaciones espaciales. 
La realización de todas las operaciones dentro de cada enunciado, sin la participación de la memoria, mejora la potencia de cálculo entre 4 y 5 veces y reduce el consumo de energía del microprocesador hasta 10 veces.

## Crítica
En julio de 2012, se publicó una opinión crítica en un foro que analiza los posibles desafíos relacionados con la ampliación de la tecnología. El principal obstáculo sería el alto nivel de comunicación requerido entre las diferentes celdas de la arquitectura multicelular y su implementación utilizando tecnología de proceso de semiconductores CMOS por debajo de 180 nanómetros .

## Variantes
Variantes de procesador multicelulares disponibles y sugeridas:
| Tipo | Descripción                                                 |
| ---- | ----------------------------------------------------------- |
| P    | Alto Рerformance y reducción simultánea de consumo de poder |
| C    | ultra-Consumo de poder bajo y rendimiento alto              |
| R    | Reconfiguración dinámica                                    |
| L    | Liveness, tolerancia de culpa                               |

| Artículo      | Células | Frecuencia de reloj | Tipo | Proceso       | Año  | Fabricante       |
| ------------- | ------- | ------------------- | ---- | ------------- | ---- | ---------------- |
| MCp041P100104 | 4       | 120 MHz             | P1   | 180 nanometer | 2013 | SilTerra Malasia |
| MCp0411100101 | 4       | 120 MHz             | P1   | 180 nanometer | 2013 | SilTerra Malasia |
| MCp042R100102 | 4       | 80 MHz              | R1   | 180 nanometer | 2014 | SilTerra Malasia |

## En diseño
| Variantes actualmente en diseño                                                                                       |
| --- |
| Microprocesador de 4 células de la L variante                                                                         |
| Microprocesador de 16 células para audio y aplicaciones de vídeo, utilizando un 45 nanometer CMOS manufacting proceso |
| Microprocesador de 64 células para supercomputers, utilizando un 22 nanometer CMOS manufacting proceso                |